# Schweizerische Epilepsie-Stiftung
Die Schweizerische Epilepsie-Stiftung (kurz EPI Stiftung) ist eine private, gemeinnützige Institution. Die Stiftung bezweckt die Erbringung von Dienstleistungen im Gesundheits-, Sozial- und Bildungswesen, insbesondere für Menschen mit Epilepsie und anderen neurologischen Fragestellungen.
Die Stiftung bildet die Trägerschaft der Betriebe EPI WohnWerk, EPI Services, EPI Spitalschule, Oberstufenschule Lengg (OSSL) und Jugendheim Schenkung Dapples. Die Betriebe erfüllen Leistungsaufträge des Kantons Zürich und des Bundes. Seit 2014 führt die Stiftung die Schweizerische Epilepsie-Klinik im Rahmen der Klinik Lengg weiter. Ausserdem führt die Stiftung ein Pfarramt für seelsorgerliche Aufgaben und lädt in das öffentliche Restaurant EPI Park in seinem Park ein, von wo sich ein Ausblick auf den Zürichsee öffnet.

## Schweizerisches Epilepsie-Zentrum
Die «EPI», wie die Einrichtung im Volksmund genannt wird, ist 1886 als «Schweizerische Anstalt für Epileptische» gegründet worden. Eine Gruppe privater Personen hatte eine nach christlichen Grundsätzen geführte «Anstalt» ins Leben gerufen, um «den Ärmsten der Armen» zu helfen.
Standen anfangs noch die Seelsorge, Erziehung und medizinische Behandlung und Betreuung von pflegebedürftigen Menschen mit Epilepsie im Vordergrund, so wandelte sich die Einrichtung ab den 1960er Jahren immer mehr zu einer spezialisierten medizinischen Klinik, die mit weiterführenden Dienstleistungen ergänzt wurde. Im Zuge dieser Veränderung wurde die Anstalt 1979 in Schweizerische Epilepsie-Klinik und 2001 in Schweizerisches Epilepsie-Zentrum umbenannt sowie die bis 2001 in der Rechtsform eines Vereins organisierte Trägerschaft in eine Stiftung umgewandelt.
Das Epilepsie-Zentrum ist heute ein umfassendes fachliches Netzwerk von epilepsiebezogenen Dienstleistungen, die von verschiedenen Betrieben erbracht werden. Es erfüllt einen Leistungsauftrag für die hochspezialisierte Medizin und arbeitet eng mit dem Universitätsspital in Zürich zusammen.
Sein Ziel ist die Behandlung, Betreuung und Beratung von Epilepsie-Betroffenen und ihren Angehörigen, die wissenschaftliche Erforschung der Epilepsien und deren Behandlung sowie die Information der Öffentlichkeit zum Thema Epilepsie. Als Kompetenzzentrum bietet das Schweizerische Epilepsie-Zentrum eine umfassende Palette von spezialisierten Dienstleistungen, die alle Aspekte der Epilepsiediagnostik und -behandlung abdeckt, inkl. Beratung, Schulunterricht während des Spitalaufenthalts, Bildung und Langzeitbetreuung. Die Behindertenmedizin gehört ebenso zum Portfolio des Schweizerischen Epilepsie-Zentrums wie die Epilepsiechirurgie.
Epilepsie bezeichnet eine Gruppe von Krankheiten, die durch das spontane Auftreten epileptischer Anfälle charakterisiert ist. Es gibt zahlreiche Arten von epileptischen Anfällen und mehr als 30 Formen von Epilepsie. Die Auswirkungen von Epilepsien auf das Leben der Betroffenen und ihrer Familien sind vielfältig. Sie betreffen persönliche, medizinische, soziale und gesellschaftliche Aspekte.

## EPI Kirche

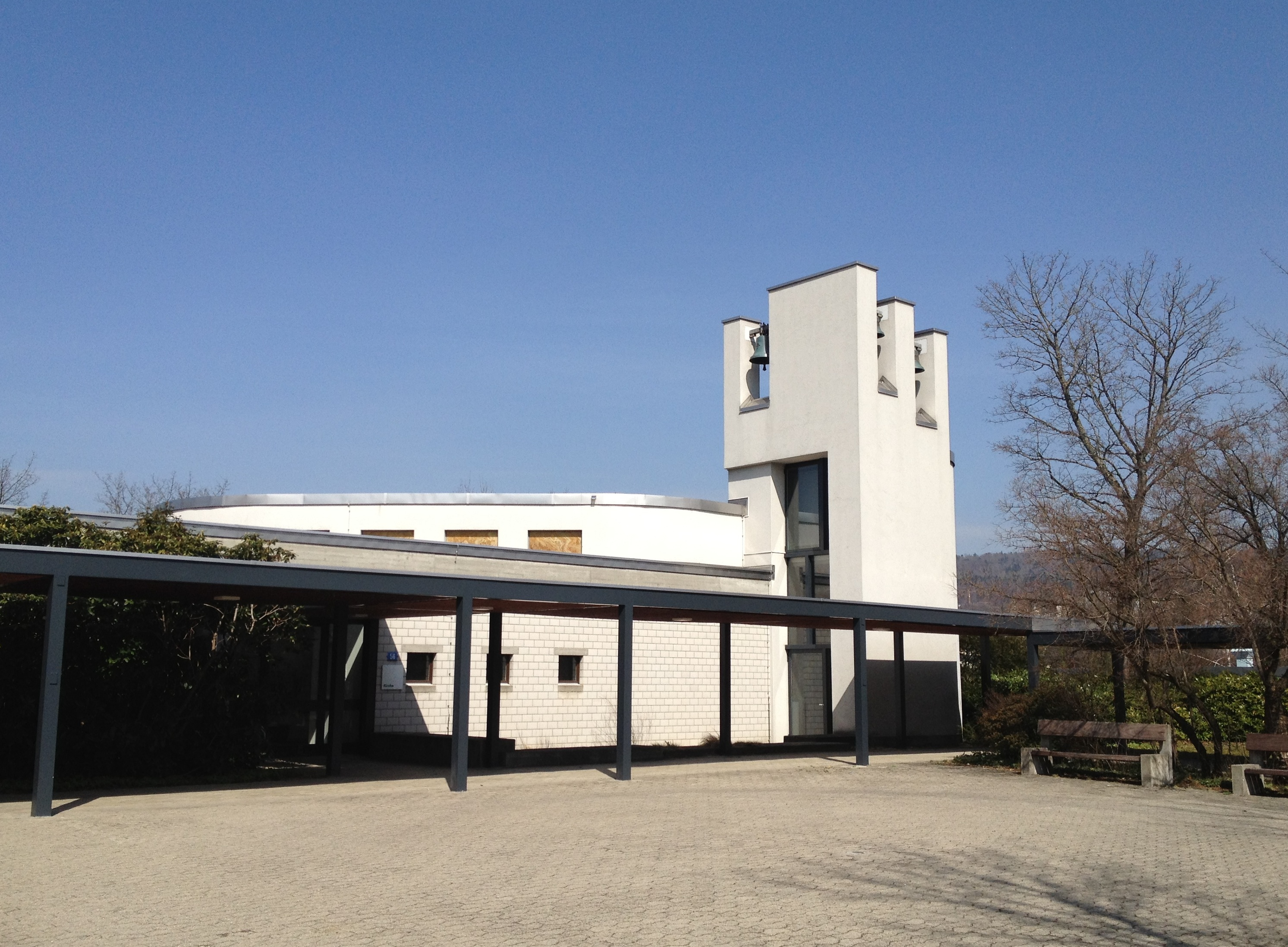
Äusseres, EPI Kirche

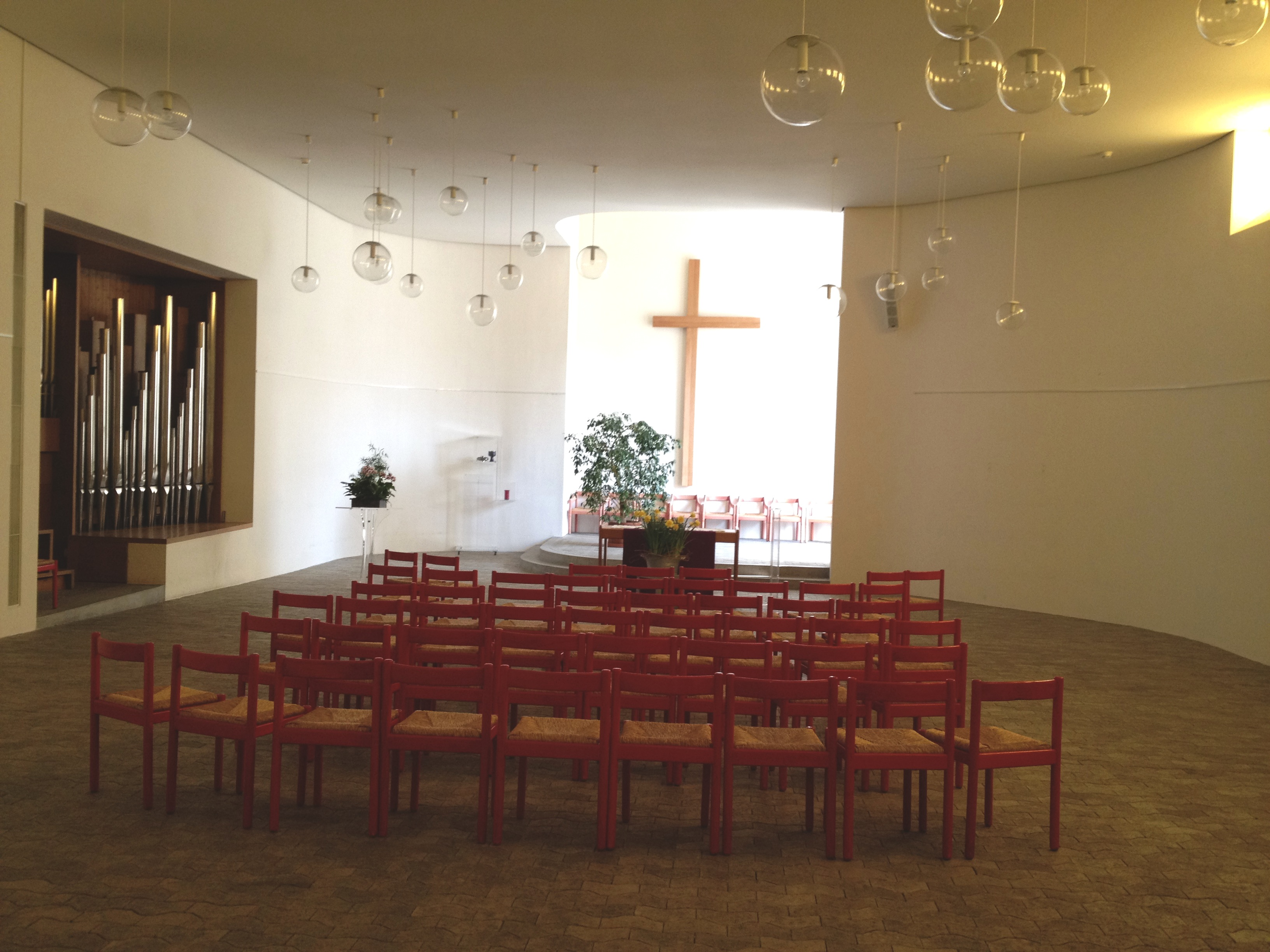
Innenraum, EPI Kirche

Die EPI Kirche ist die ökumenische Kirche der Schweizerischen Epilepsie-Stiftung. Der Architekt dieser Kirche ist Bruno Giacometti, der die Kirche ökumenisch gestaltete. Das asymmetrische Kreuz weist darauf hin: Gott akzeptiert alle, auch wenn sie nicht der «Ordnung» entsprechen.
Das Äussere der Kirche ist ein modernes Kirchengebäude und ein kleiner Glockenturm, in dem 3 Glocken hängen. Sie wurden 1971 in der Glockengiesserei Rüetschi in Aarau gegossen und auf die Töne c" es" f" gestimmt. Das Kirchenschiff verfügt über eine kleine Orgel, ein  Kreuz, rote Stühle und Glaskugellampen. EPI-Kirche wurde 1971 erbaut.

## EPI WohnWerk
Das EPI WohnWerk bietet Menschen mit einer Behinderung ein dauerhaftes Zuhause. Auch ältere Menschen und Menschen mit einem hohen Pflege- und Betreuungsbedarf finden hier bedürfnisgerechte Wohnangebote in verschiedenen Wohnhäusern.
Werkstatt und Tagesstätte bieten eine geregelte Tagesstruktur und individuell sinnvolle und nachvollziehbare Tätigkeiten an. Auch ausserhalb wohnende Mitarbeitende mit einer Behinderung werden in der Werkstatt beschäftigt. Diese ist ein zuverlässiger und kompetenter Partner für externe Auftraggeber. Im Verkaufsraum der Gärtnerei findet sich eine breite Auswahl an qualitativ hochstehenden Lebensmitteln und Deko-Produkten aus dem Garten.
Das EPI WohnWerk möchte ein Ort sein, an dem sich die Menschen angenommen fühlen. Es wird grosser Wert darauf gelegt, dass die Bewohner nach ihren individuellen Bedürfnissen und Möglichkeiten leben können. Ihnen wird ein kontaktreiches Umfeld ermöglicht. Ebenso steht ihnen ein vielseitiges Angebot zur Freizeitgestaltung zur Verfügung. In allen notwendigen Aspekten ihres Alltags erhalten sie Unterstützung. Sie erhalten eine bestmögliche Betreuung, Pflege und medizinische Versorgung.

## EPI Zentrale Dienste
In den EPI Zentralen Diensten sind die Apotheke und die Hotellerie, der Personal- und der technische Dienst, die Informatik, Finanzen sowie Fall- und Leistungsmanagement zusammengefasst. Sie bilden ein eigenständiges Servicecenter und werden als Stiftungsbetrieb geführt. Die EPI Zentralen Dienste bieten anderen Betrieben der Schweizerischen Epilepsie-Stiftung, aber auch externen Firmen und Kooperationspartnern, Dienstleistungen an. Dadurch können Synergien genutzt werden.

## Schulen

### EPI Spitalschule
In der Schule werden Patienten im Schulalter, bei denen ein stationärer Aufenthalt von einer Woche oder länger absehbar ist, unterrichtet. Mit dem Schulunterricht werden die gesunden Seiten der Kinder und Jugendlichen betont und sie erhalten eine klare Tagesstruktur.
Das Team besteht aus Lehrkräften mit heilpädagogischer Zusatzausbildung. Sie werden von pädagogischen Mitarbeiterinnen unterstützt. Durch die engagierte, enge Begleitung erhalten die Kinder einen Rahmen, in dem sie sich mit ihren spezifischen Problemen verstanden und akzeptiert fühlen. Den individuellen Schulstoff wird in der Regel mit der Herkunftsschule abgesprochen.

### Oberstufenschule Lengg (OSSL)
Die Schule gehört zum Sonderschulangebot des Kantons Zürich und umfasst eine dreijährige Oberstufe für Jugendliche mit besonderen schulischen Bedürfnissen. Mit dem Angebot «OSSL 15plus» erhalten die bisherigen, aber auch Jugendliche aus anderen Schulen, die Möglichkeit für weitere Schuljahre, wenn dies für die Entwicklung und den Einstieg in die Berufswelt nötig ist. Den Jugendlichen wird ein optimales schulisches Umfeld für ihre persönliche Entwicklung und deren Unterstützung bei der Bewältigung ihrer individuellen Schulprobleme angeboten. Dabei wird grosser Wert auf die Förderung der Selbständigkeit, der Eigenverantwortung und der sozialen Verantwortung gelegt.

## Jugendheim Schenkung Dapples
Das Errichtung des Jugendheims wurde durch den damaligen Direktor der Schweizerischen Anstalt für Epileptische, Rudolf Grob, initiiert und konnte dank einer finanziellen Schenkung von Louis Dapples vom 1. Juni 1919, dann 1923 eröffnet werden.
Die Schenkung Dapples ist heute ein offenes Jugendheim für männliche Jugendliche im Alter von 16 bis 22 Jahren. Sie verfügt über verschiedene Wohnformen, drei Ausbildungswerkstätten, eine Trainings- und Orientierungswerkstatt und eine eigene Berufsfachschule. Die räumliche Nähe von Wohnbereich, Berufsfachschule und Lehrbetrieb ist eine Besonderheit und Stärke des Jugendheims. Sie ermöglicht es, die Bedürfnisse der Jugendlichen in ihrer Alltagsgestaltung sowie ihre Verhaltensschwierigkeiten bewusst und angemessen zu berücksichtigen. Entsprechend eignet sich die Schenkung Dapples besonders für Jugendliche, welche diese enge stationäre Betreuung brauchen.
Die Lehrwerkstätten – Schreinerei, mechanische Werkstatt und Malerei – sind eigenständige und nach kaufmännischen Grundsätzen geführte Produktionsbetriebe, welche Aufträge von Privatkunden, der öffentlichen Hand und der Industrie ausführen.

## Klinik Lengg, Schweizerische Epilepsie-Klinik
Anfangs 2014 wurde das Angebot der Schweizerischen Epilepsie-Klinik in die neue, gemeinsam mit der Stiftung Zürcher RehaZentren getragene Klinik Lengg AG überführt. Diese bietet medizinische Dienstleistungen für ambulante und stationäre Patienten in den Fachbereichen Epilepsie und Neurorehabilitation an.
Das Know-how der früheren EPI Klinik im Bereich Epilepsie wird ergänzt durch neue Angebote in der Rehabilitation. Mit dieser ersten Klinik für Neurorehabilitation auf Stadtgebiet wird dem unzureichenden Angebot an Reha-Betten im Raum Zürich entgegengewirkt.